# Sennertia tanythrix
Sennertia tanythrix es una especie de ácaro del género Sennertia, familia Chaetodactylidae. Fue descrita científicamente por Fain en 1971.
Habita en República Democrática del Congo, Angola y Camerún.